# Revenge of the Pink Panther
Revenge of the Pink Panther is een komische film uit 1978, de zesde film in de The Pink Pantherserie en de laatste met een levende Peter Sellers. In Trail of the Pink Panther wordt wel gebruikgemaakt van beeldmateriaal van Sellers uit eerdere films.
Tagline: Inspector Clouseau is back...And he's a bigger fool than anyone gives him the credits for. 

## Verhaal
De Franse zakenman Philippe Douvier maakt een deal met de maffia van New York over een miljoenen Francs waardevolle drugssmokkel operatie. De maffia vindt Douvier echter te oud, ze denken dat hij het niet aankan. Om te bewijzen dat hij het wel kan, zal Douvier samen met zijn assistente Simone LeGree de bekendste man van Frankrijk vermoorden: Hoofdinspecteur Jacques Clouseau.
Douviers eerste twee pogingen falen: Clouseau opblazen met een bom mislukt, en de poging met de Chinese huurmoordenaar Mr Chong ook wanneer Clouseau hem uit het raam gooit omdat hij denkt dat Chong Cato is, Clouseaus bediende die hem op onverwachte momenten moet aanvallen om hem alert te houden. Die nacht belt Douvier anoniem naar Clouseau. Hij stelt zich voor als een informant en vertelt hem waar de crimineel bekend als "the French Connection" zich bevindt. Ondanks waarschuwingen van Cato gaat Clouseau er alleen heen. Zijn auto en kleren worden echter gestolen door een travestiet. Douviers mannen vermoorden nu de travestiet in plaats van Clouseau. Velen geloven echter dat de inspecteur zelf de dood vond.
Door de dood van Clouseau veranderen een aantal dingen. Zijn geschifte baas, oud-commissaris Charles Dreyfus wordt gezond verklaard en ontslagen uit een sanatorium om de zaak op te lossen terwijl Douviers plannen doorgaan. (Vreemd genoeg verdween Dreyfus in de vorige film, The Pink Panther Strikes Again door de ontploffing van zijn eigen vernietigingswapen. Omdat de producenten vonden dat de film incompleet zou zijn zonder Dreyfus, kwam hij terug zonder verklaring.)
In de kleding van de travestiet wordt Clouseau naar een sanatorium gebracht. Hij verstopt zich echter in de kamer van Dreyfus, die flauwvalt als hij Clouseau ziet, die hij dood waande. (Alles wat Clouseau zegt is kiekeboe). Hierna vermomt Clouseau zich met de kleren van Dreyfus. Hij wordt daarop naar huis gereden door François.
Thuis vindt Clouseau Cato, die (ondanks dat hij het appartement veranderd heeft in een Chinees bordeel) blij is zijn baas levend en wel te zien. De twee plannen hun wraak ("revenge") op de persoon die de moord heeft gepleegd. Ze hebben het voordeel dat niemand weet dat Clouseau nog leeft.
Ondertussen beëindigt Douvier zijn relatie met zijn assistente Simone, om het respect (en zwijgzaamheid) van zijn vrouw terug te krijgen, die dreigt met echtscheiding. Simone stormt hierop uit zijn kantoor, en dreigt met chantage. Douvier geeft hierop de opdracht Simone te vermoorden.
Clouseau en Cato komen toevallig terecht in de club waar Simone vermoord zal worden. Ze redden haar per ongeluk van Douviers moordenaars. Clouseau en Cato scheiden, omdat Simone Cato nog niet gezien heeft, dat willen ze graag zo houden. In Simones flat vertelt Clouseau haar dat hij de doodverklaarde Hoofdinspecteur is. Simone gelooft het niet, maar hij overtuigt haar door te zeggen dat Douvier de dader zou zijn. De moordenaars van Simone zijn inmiddels achter hun spoor gekomen. De twee ontsnappen naar de flat onder die van Simone, hier blijkt Dreyfus te wonen. Dreyfus valt opnieuw flauw terwijl Clouseau Simone uithoort over de plannen van Douvier.
Simone vertelt Clouseau over de New Yorkse maffiabaas Julio Scallini. Douvier heeft met hem afgesproken in Hongkong. Clouseau, Simone en Cato reizen van Parijs naar Hongkong. Vermomd als oude Chinees, onder de naam Mr. Lue Key volgen ze Douvier. Ze weten echter niet dat ook Dreyfus, die hun gesprek heeft gehoord, achter Douvier aanzit.
Clouseau vermomt zichzelf als de maffiabaas Scallini, terwijl Simone de echte Scallini tegenhoudt, zodat Clouseau achter de plannen van Douvier kan komen. Dit lukt hem, maar de operatie gaat fout wanneer Clouseaus vermomming ontdekt wordt. Een auto achtervolging begint.
Uiteindelijk botst iedereen op elkaar. Dreyfus, die zijn rivaal heeft herkend, schiet op ze in een vuurwerkfabriek, wat leidt tot de arrestatie van Douvier en Scallini. Clouseau wordt geprezen voor zijn werk, waarna hij en Simone de nacht samen doorbrengen. Dit is al de derde affaire van Clouseau sinds het verraad van zijn vrouw (The Pink Panther). De twee andere partners waren Maria, de dienstmeid in A Shot in the Dark en Olga, de moordenaar in The Pink Panther Strikes Again.

## Rolverdeling
| Acteur        | Personage                        |
| ------------- | -------------------------------- |
| Peter Sellers | Hoofdinspecteur Jacques Clouseau |
| Herbert Lom   | Hoofdinspecteur Charles Dreyfus  |
| Burt Kwouk    | Cato Fong                        |
| Dyan Cannon   | Simone LeGree                    |
| Robert Webber | Philippe Douvier                 |
| Tony Beckley  | Guy Algo                         |
| Robert Loggia | Al Marchione                     |
| Paul Stewart  | Julio Scallini                   |
| André Maranne | François Chevalier               |
| Graham Stark  | Prof. Auguste Balls              |

## Trivia
- De intromuziek van de Pink Panther van Henry Mancini werd voor deze film aangepast aan de discotrend van eind jaren 70.
- Dit was de laatste grote succesvolle Pink Pantherfilm tot de herstart in 2006 met Steve Martin als Clouseau. De vervolgen zonder Sellers werden door critici niet als volwaardig gezien.
- Deze film is de tweede met "Pink Panther" in de titel terwijl er van de diamant geen sprake is.
- Sue Lloyd, de actrice die Claude Roussau, de travestiet speelt, is hierin een vrouw die speelt dat ze een man is die een vrouw speelt. Later zou Blake Edwards een hele film regisseren gebaseerd op dit concept.
- Hercule, de assistent uit A Shot in the Dark speelt zijn vierde optreden als secretaris van de commissaris. Hij wordt nu echter niet gespeeld door Graham Stark, die al een andere rol (Prof. August Balls) speelde.

## Romance of the Pink Panther
Romance of the Pink Panther zou het vervolg op deze film met Peter Sellers worden. De film ging echter niet door door het plotselinge overlijden van Sellers door een hartaanval. Over de film wordt gesproken in het boek Peter Sellers - A Celebration.